# مارجوری بست
مارجوری بست (انگلیسی: Marjorie Best؛ ۱۰ آوریل ۱۹۰۳ – ۱۴ ژوئن ۱۹۹۷) یک طراح صحنه و لباس اهل ایالات متحده آمریکا بود. 